# Infinity Ward
Infinity Ward è un produttore di videogiochi con sede a Encino, California. Fondata nel 2002 da 22 ex dipendenti della 2015, Inc. (sviluppatore tra gli altri di Medal of Honor), è celebre per la serie di sparatutto in prima persona Call of Duty. Nel 2003 è stata acquisita da Activision. 
Il 18 gennaio 2022 Microsoft ha annunciato l’acquisizione di Activision Blizzard per 68,7 miliardi di dollari rendendo lo studio una sussidiaria di Xbox Game Studios.

## Videogiochi sviluppati
- Call of Duty (2003)
- Call of Duty 2 (2005)
- Call of Duty 4: Modern Warfare (2007)
- Call of Duty: Modern Warfare 2 (2009)
- Call of Duty: Modern Warfare 3 (2011)
- Call of Duty: Ghosts (2013)
- Call of Duty: Infinite Warfare (2016)
- Call of Duty: Modern Warfare (2019)
- Call of Duty: Modern Warfare II (2022)
- Call of Duty: Modern Warfare III (2023)